# Mjölktandsmössen
Mjölktandsmössen (engelska: Tales of the Tooth Fairies) är en brittisk-fransk-tysk tecknad TV-serie, från 1990-talet där små möss agerar "tandfeer" åt barn.

## Handling
Mjölktandsmössen byter ut tanden barnen lagt under kudden, mot ett litet föremål de sett eller hört att barnet önskat sig. Alltid råkar mössen ut för något som försöker hindra dem från att byta ut tanden.

## Rollista

### Svenska röster
- Elias Bergquist
- Fredrik Dolk
- Yvonne Eklund
- Ole Forsberg
- Gunilla Hällström
- Steve Kratz
- Kajsa Reingardt
- Maria Reingardt
- Isabella Pernevi
- Ragna Nyblom
- Jan Nygren
- Regi, översättning, bearbetning — Ragna Nyblom
- Sångtexter — Jan Nygren[1]